# Апостасија
Апостасија (грч. ἀποστασία) је термин у религији који означава отпадништво од вере, а тиме и цркве, и представља један од најтежих грехова у већини религија.

## Апостасија у православљу
Апостасија у православљу представља одбацивање Господа Исуса Христа (престанак веровања у Њега као Сина Божјег, Искупитеља и Спаситеља), и прелазак у неку другу религију, родноверје-неопаганизам, сатанизам или губитак религије — атеизам, агностицизам или антитеизам. То одвајање (темељи се на слободној вољи) од јединства са Христом, значи искључење из Цркве Христове видљивим актом црквене власти, а колико је то тежак грех, објашњава нам Свети Павле: „Кад неко преступи Мојсијев закон без милости умире у присуству два или три сведока. Колико гору казну мислите да ће заслужити онај који погази Сина Божијега и крв савеза, којом је освећен сматра нечистом и огреши се ο Духа благодати." (Јев 10, 28—29).
У Црквеном праву, апостасија означава отпадништво, одметање, одступање, одвајање, од православне вере и Цркве. Најтежи преступ против вере јесте када се једно крштено лице одметне (одрекне) те вере и пређе у неке друге религијске скупине, чији следбеници не признају Исуса Христа за Сина Божјег и Искупитеља од греха, смрти и ђавола. Свако одрицање од вере чини преступ који се означава техничким термином: апостасија. Лице које се одрекло вере зове се апостата.
Припадник православне вере, који се самовољно одрекне хришћанства, постаје за Цркву и Христа, туђ односно стран. Иако је овим преступом сам себе осудио пред Црквом и тиме се одрекао свих права у њој, ипак је Црква такве апостате осуђивала и изрицала им најтежу казну — казну искључења из Цркве (екскомуникација).
Примера отпадништва од хришћанства највише је било у време прогона Цркве и хришћана од стране римских владара прва три века, за време Нерона, Трајана, Марка Аурелија, Деција Трајана, а нарочито за време Диоклецијана, његових сувладара и најближих наследника (284—312). У периоду од 313. до 323. гоњење је било ређе. Иако су по вестима савременика стотине хиљада хришћана изгинуле као жртве овог гоњења, ипак хришћанство није ослабљено, него је само сјајно манифестовало своју непоколебљиву веру у Господа Христа. Због великих мучења током ових прогона, многи мученици названи су великомученицима. Међутим, било је и хришћана који су били маловерни, те су се под различитим притисцима одрицали своје праве вере, и приносећи жртве многобожачким идолима, постајали су многобошци. У хришћанској црквено-правној литератури, такви „хришћани“ називани су пали (грч. πάραπεπτωκότες) — 10. канон Првог васељенског сабора.

## Приступ апостасији у историји
Апостасија је могла бити својевољна, свесна, одн. намерна, као код последњег римског многобожачког цара Јулијана (361—363); управо због отпадништва од хришћанства и назван је Апостат — Отпадник (грч. Αποστάτης).
Чешћи случајеви апостасије били су из малодушности, односно страха. У почетку гоњења хришћанства, многи хришћани су се одрицали вере, и тиме сами себе искључивали из Цркве и губили сва права, а црквене власти су то, нажалост, само морале констатовати као жалосну чињеницу, односно као велики грех. Али, апостата је и даље живео и то касније у хришћанској држави, те је и у њој таквој губио поједина права, јер је апостасија сматрана за јавни преступ, и није постојала застарелост преступа. У грчко-римској царевини хришћанска вера је постала у IV веку државном вером, и од припадања тој вери зависило је за дотичне уживање односних грађанских права. Прелаз, отпадништво из исте вере у јудејство или многобоштво, незнабоштво подлегало је казни. У Теодосијевом Кодексу (438) цео седми наслов, титула XVI књиге говори искључиво ο апостасији (De apostatis). Цар Грацијан конституцијом 381. године лишава права интестабилитета (права сведочења пред судом и прављења тестамента) сваког оног хришћанина који отпадне и пређе у незнабоштво или у јудејство према казнама при цару Констанцију II. Поред интестабилитета, апостате су потпадале и инфамији (губитак грађанских права или губитак појединих права и повластица у Цркви), а у време цара Јустинијана I, половином 6. века, такође и изгону из државе. Државни закони против апостата били су на снази за све време док је постојала Византијска царевина; исто као што су слични закони важили за апостате увек и у другим хришћанским државама.
Црквене казне за апостасију одређивале су се према околностима под којима је она учињена, и према томе да ли је починилац обичан верник, световњак, лаик или је члан црквеног клира, тј. клирик. Према светим канонима, црквене власти су апостате, који су остајали упорни у преступу, кажњавале и клирике и лаике, искључењем из црквене заједнице, тј. анатемом. Међутим, они који су отпадали од вере без присиле, тј. својевољно, па су тражили опроштај од Цркве, и да се поново врате у крило црквене заједнице, ако су били световњаци, лаици, одлучивани су од Светог Причешћа за сав живот, а ако су били клирици, свештенослужитељи или црквенослужитељи — искључивани су из црквене заједнице.
Ако је преступ апостасије учињен (а најчешће је тако било) из страха, световњак се кажњавао на покајање и без Светог Причешћа за 12 година, а свештено лице, клирик, могао је да задржи чин и обележја свештеног лица али без права на свештенодејство (Апостолско правило 62; 11. канон Првог васељенског сабора; 1, 2, 3, 4. канон Анкирског помесног сабора; и 73. правило Св. Василија Великог).